# Digitalizzazione

Digitalizzazione in formato vettoriale di un grafico scritto a mano

La digitalizzazione è il processo di conversione che, applicato alla misurazione di un fenomeno fisico, ne determina il passaggio dal campo dei valori continui a quello dei valori discreti. Tale processo viene oggi comunemente sintetizzato nei termini di passaggio dall'analogico al digitale nell'audio, video, immagini e testo.
La misurazione della temperatura tramite un termometro o la rappresentazione di un suono tramite il tracciamento di onde sono esempi di grandezze di tipo analogico, in quanto i valori che possono essere assunti sono infiniti. L'operazione comporta una perdita di informazioni, che però in alcuni casi è accettabile in quanto si guadagna in semplicità di rappresentazione o in altri casi non è comunque percepita.
Nel campo dell'informatica e dell'elettronica, con digitalizzazione si intende il processo di trasformazione di un'immagine, di un suono, di un documento in un formato digitale, interpretabile da un computer, dove per formato digitale si intende un codice binario in cui tutto è rappresentato da combinazioni di zero o uno, quindi da stati del tipo acceso/spento. Un disco in vinile su cui è registrata una canzone rappresenta un esempio di riproduzione analogica di un suono; la stessa canzone riprodotta tramite un computer ne rappresenta il formato digitale. Nel campo delle telecomunicazioni invece il termine indica il passaggio dalle tecnologie a trasmissione analogica a quelle a trasmissione digitale.

## Storia
L'obiettivo di fondo, identificato da alcune avanguardie della ricerca fin dagli anni trenta del secolo trascorso, è quello di riorganizzare la conoscenza in modo sempre più efficiente, semplificando la selezione delle notizie in un mondo sommerso dalle informazioni. In una estrema opera di semplificazione del processo, si potrebbe affermare che quell'obiettivo utopistico ha generato gli ipertesti, il PC, Internet.
Si è dovuto attendere l'invenzione del chip, dei primi computer e della rete Internet perché il bit diventasse davvero una rivoluzione. Rivoluzione spinta e alimentata dagli interessi congiunti dell'industria militare (negli anni cinquanta) e dei mondializzati commerci contemporanei. Il bit è stato allo stesso tempo causa e conseguenza del fenomeno della mondializzazione. Da una parte il progresso tecnologico ha dischiuso potenzialità impensabili sia dal punto di vista dell'accrescersi dell'intelligenza delle macchine, sia dal punto di vista della trasformazione, elaborazione e trasmissione delle informazioni. Dall'altra le esigenze dei governi e delle grandi aziende hanno liberato fondi ingenti per la ricerca e la sperimentazione di queste tecnologie.
Fino a ieri (finché c'era la guerra fredda) erano i militari a finanziare le ricerche di punta: caschi per la realtà virtuale o sistemi avanzati per l'addestramento dei piloti. Oggi è cambiato tutto: è l'industria dell'entertainment a finanziare i settori più avanzati. Le ragioni di questa tendenza sono evidenti. L'industria del divertimento può sperimentare in tempi rapidi sempre nuove applicazioni su una platea di giovanissimi, che sono certamente i più adatti ad apprendere tecniche avanzate. I videogiochi diventano così uno strumento di sperimentazione di massa di tecniche di interazione uomo-macchina, che poi possono essere riutilizzate in altri settori: dall'istruzione a distanza al commercio elettronico, per esempio.
La rivoluzione delle comunicazioni segue quella industriale e modifica il corpo stesso del suo essere: negli anni ottanta e novanta, si assiste così al passaggio da un'interfaccia statica ad un'interfaccia multimediale dell'informazione.
Il sistema mediale ingloba e subisce, al tempo stesso, le nuove acquisizioni digitali, ridefinendo sé stesso in virtù delle incredibili potenzialità tecniche dischiuse. In effetti, quelli introdotti dalle ICT's, solo latamente possono essere considerati "nuovi" media: fatta eccezione per Internet, si è in presenza di un'evoluzione e di una ridefinizione dei vecchi mezzi di comunicazione, in parte digitalizzati. I media "primitivi" come la stampa, la radio, la TV potevano solo "essere visti". Il broadcasting non consente interazione con i contenuti né tanto meno con la loro fonte, quindi può solo offrire una fruizione passiva dell'atto comunicativo. Resta impossibile produrre informazioni, essere all'interno del media, interagire, essere visti. L'architettura logico-tecnica many to many di Internet, consente all'utente di avere pieno controllo sulla comunicazione telematica, trasformandolo da spettatore a produttore di informazione. Internet viene incontro al bisogno di visibilità delle persone perché conferisce ad essi la piena autonomia della fruizione del mezzo stesso. Le nuove tecnologie dell'informazione e della comunicazione stanno modificando radicalmente anche il rapporto di interazione tra producer e consumer. Esse non si configurano più solo come strumenti per rendere più efficienti attività definite e quasi immutabili (le procedure, i flussi di lavoro), ma rappresentano prima di tutto delle opportunità, dei fattori abilitanti che rendono possibili il cambiamento dei tradizionali modi di produrre, di distribuire di organizzarsi, di scambiare e condividere il sapere, di cooperare: ciò che Levy ha chiamato intelligenza collettiva nel 1996.
La cultura della comunicazione, sconvolta dall'apparire di Internet, si ristruttura sulla base di tre elementi fondamentali che informano l'agire sociale e la trasmissione della conoscenza: multimedialità, ipertestualità e interattività. Il link diviene la metafora del nostro quotidiano rapporto con la realtà. L'avvento delle ICT's fa registrare fenomeni di cambiamento nei processi comunicativi e nell'industria culturale. La digitalizzazione si è imposta come sistema dominante perché da un lato rende più economica la produzione industriale delle informazioni e, allo stesso tempo, espande i mercati e i confini della loro fruizione. L'era analogica era caratterizzata da spazi confinati all'interno dei limiti imposti dai singoli mezzi di comunicazione e dai costi di produzione e di trasmissione. Quella digitale scopre i mercati globali e li raggiunge attraverso percorsi rizomatici. Le vecchie agenzie dell'informazione si trasformano anche in versioni digitali, entrando per di più in competizione con il consumer della Rete. Si scontrano globalizzazione e segmentazione estrema dell'informazione: le reti satellitari consentono una fruizione planetaria dello stesso segnale trasmesso, ma se guardiamo ad esempio alla TV digitale ci si rende subito conto dell'estrema tematizzazione dei contenuti veicolati: continuità e discontinuità, unificazione e targettizzazione, comunità virtuali e pay-per-view isolazionista. Come afferma Thompson (1998), pur non riferendosi esplicitamente alle nuove tecnologie, si è in presenza di un duplice fenomeno: da una parte, si assiste ad una globalizzazione delle telecomunicazioni, dall'altra ad una localizzazione ed individualizzazione della fruizione dei contenuti. Solo la discontinuità del digitale rende possibile la creazione di mondi collegati: la continuità della cultura contemporanea nasce dalla trasmissione discreta delle sequenze informatiche binarie. Con la nascita delle grandi rete di fibre ottiche l'informazione di massa diventa il suo opposto, cioè informazione personalizzata.
L'estensione della interattività e l'unificazione del medium (il pc-tv e la tv-pc), ovvero ciò che da più parti viene definita come "convergenza", completano il quadro e insieme fanno saltare in aria il tradizionale sistema dei media. All'interno della società della connessione, l'uomo digitale riesce a far convivere codici e linguaggi diversi all'interno della stessa macchina. Sempre la stessa, ma di volta in volta capace di implementare funzioni e utilità differenti. L'etica della discontinuità viene a configurarsi come causa e conseguenza del linkage quotidiano che l'uomo ha adottato come suo schema di pensiero. La traduzione di questa nuova struttura cognitiva è la convergenza di informazioni diverse sullo stesso supporto nonché l'alimentazione di diversi supporti attraverso le medesime informazioni. E così ritroviamo il frigorifero nel computer e quest'ultimo nella lavatrice, così come, l'industria del telefono in quella delle canzonette: il sogno fatto carne di Negroponte.
Stiamo infatti già assistendo all'estensione della interattività e all'unificazione del medium: processi che completano il quadro e insieme ridefiniscono il tradizionale sistema dei media e delle reciproche relazioni che la storia delle comunicazioni ha ciclicamente attraversato. Siamo dunque di fronte a un vero e proprio rimescolamento, molto più rilevante in quanto investe simultaneamente molti aspetti: le forme di comunicazione, i linguaggi, la mentalità corrente. Un unico mezzo per infinite funzioni, il concetto di multimedialità o meglio ipermedialità si estende anche agli oggetti fisici, non più solo al diverso approccio verso l'organizzazione dei contenuti. Con le modalità di trasmissione analogiche, diversi tipi d'informazione non potevano viaggiare insieme sullo stesso supporto ed essere decodificati dal medesimo terminale. Il segnale radio di un televisore era infatti totalmente diverso da quello di un telefono mobile e, per essere tradotto in immagini, aveva bisogno di circuiti dedicati assenti in un telefono.
L'adozione di una rappresentazione digitale in luogo di quella analogica, nel video, nella musica, nella stampa e nelle telecomunicazioni in generale, potenzialmente trasforma qualunque forma di attività umana di tipo simbolico in software, e cioè in istruzioni modificabili per descrivere e controllare il comportamento di una macchina. L'utente di fine secolo, la cosiddetta generazione Napster, trova la cifra della propria formazione culturale e della propria interazione con la realtà circostante nell'interfaccia e nell'ipertesto. Si tratta di due elementi che hanno cambiato radicalmente il nostro modo di rapportarci all'informazione generando un coinvolgimento continuo da parte dello spettatore, tanto da rendere questa parola desueta. Chi utilizza Internet è un utente che modifica l'enorme flusso d'informazione, secondo le sue esigenze, per il semplice fatto che se le costruisce attingendo da un archivio comune e spesso gratuito.
Questo è il risultato dell'incontro tra arte e scienza, della formazione di una nuova cultura che ha carattere popolare e si basa sulle conseguenze di una tecnologia che ha invaso il nostro ambiente culturale e promuove un processo di sviluppo automatico sostenuto dalle stesse innovazioni tecnologiche e da un permanente desiderio di cambiamento. La tecno-cultura realizza in parte la globalizzazione di una nuova generazione a cui è permesso l'accesso alle merci tecnologiche high-tech, e la conseguente familiarità con gli strumenti utilizzati, ma anche un dialogo con le derive culturali che contribuiscono a sviluppare nuove dinamiche all'interno del pubblico discorso. L'epoca digitale comporta, dunque, una diversa percezione delle cose, una percezione non-analogica che è molto più vicina al sentire tipico delle arti. Nel paesaggio mediale, nel villaggio globale, ogni comunità produce segni e significati, ogni cultura che si rispetti si fonda su un insieme di esperienze e di valori condivisi. Attraverso l'uso delle nuove tecnologie si va sempre di più verso una società sintetica, sintetica in diverse accezioni; innanzitutto si intende per comunicazione sintetica la velocità, l'accelerazione degli scambi comunicativi. Ma per sintetica intendiamo anche la sintesi di apparecchiature diverse che fino a poco tempo fa erano considerate assolutamente non reciprocamente interferenti e che con l'avvento delle nuove tecnologie possono, in realtà, interagire. E, ancora, sintetica anche nel senso di ricreazione di immagini, di oggetti fondamentalmente molto vicini all'originale: il sintetico si contrappone al reale o all'oggetto vero, all'oggetto-punto e alla riproduzione dell'oggetto in rapporto alla vecchia riproduzione delle tecnologie tradizionali (Bettetini, 1998).
La digitalizzazione crea un testo di dimensioni planetarie, che si sviluppa senza soluzione di continuità (De Carli, 1997), un ipertesto che nasce dai legami che si instaurano tra i vari testi immessi nella rete. Internet è la nuova "semiosfera" (Lotman, 1997), che come una pellicola, una sottile patina di segni e codici linguistici avvolge la biosfera, il pianeta-terra, "interamente fasciato di reti telematiche". A dispetto di quanti individuano una degenerazione della "società dell'immagine", Internet vive prevalentemente di comunicazione scritta. Ma la comunicazione a stampa, la "galassia Gutenberg", è fatta di carta, inchiostro, di fisicità, è immersa nel mondo materiale di cui subisce le leggi della creazione come dell'usura del tempo. Internet non sarà certamente un'intelligenza artificiale che ha acquisito una propria personalità; ma se è vero che il bit, come scrive Pancini, tende a divenire "quasi una nuova Weltanschauung dell'uomo prossimo venturo", sta nascendo progressivamente un altro mondo, fatto di quelli che Augé chiama "non-luoghi" (1993), che nondimeno vengono avvertiti nella loro surrealtà dai nostri sensi: sullo schermo dei computer c'è un mondo che non esiste e che comunque noi percepiamo come reale.
La commistione tra reale e virtuale non deve però trarre in inganno: fin quando si è immersi nel Cyberspazio, è percepibile un abbattimento netto della distinzione centro-periferia, ma non appena oltrepassata la sua soglia, re-immessi nel mondo reale, ci si accorge delle distanze abissali (e ancora analogiche) che separano dai luoghi materiali e immateriali.
L'equivoco contemporaneo risiede proprio nella confusione tra due mondi ancora distanti: quello della conoscenza e quello della programmazione. Il digitale si configura come una possibilità di rappresentazione del reale, ma pur sempre come una modalità di semplice trasmissione dei contenuti. Fornire i contenuti è (e resterà sempre) compito dell'homo analogicus.

## Descrizione

### Analogico e digitale
Per analogico si intende un sistema in cui una quantità fisica continuamente variabile (ad esempio, l'intensità di un'onda audio) viene rappresentata da un'altra (ad esempio, la tensione di un segnale elettrico) nel modo più fedele possibile. È il sistema dell'approssimazione, dell'imprecisione, dell'opposizione originale/falso. È digitale invece un sistema o dispositivo che sfrutta segnali discreti per rappresentare e riprodurre segnali continui sotto forma di numeri o altri caratteri. È l'universo nel quale le informazioni vengono rappresentate da stringhe di 0 e 1, attivo/inattivo, alto/basso, acceso/spento, vero/falso.
L'analogico che, come spiega la parola stessa, tende ad evidenziare il legame che esiste tra i fenomeni, secondo grandezze continue che subiscono progressive trasformazioni, è custode e testimone del tempo, della tradizione; il digitale è invece il regno dei caratteri discreti, discontinui, un mondo dove le cose non avranno sfumature. Saranno 0 o 1, dentro o fuori, bit o non-bit.
Nella parabola della sofisticazione di ciò che si ha intorno, non si inscrive solo un processo di miglioramento tecnologico, ma trovano spazio i geni nuovi di un cambiamento e di un ripensamento dell'intero modo di concepire il reale, le sue cose e gli usi che ne facciamo. Il passaggio dall'analogico al digitale non riguarda solo ed esclusivamente il mondo della tecnologia ed i suoi fruitori, non solo i massmedia e quanti, in questi anni, si sono occupati di vecchi e nuovi media. Parlare di analogico e digitale, in fondo, significa oggi parlare delle due esclusive modalità di produzione e fruizione del flusso comunicativo (o forse, delle più importanti categorie di gestione e comprensione della realtà).
Il termine digitalizzazione deriva dalla parola digitale; essa indica la trasformazione o la realizzazione di uno strumento di misura di una grandezza fisica, o di un'apparecchiatura di elaborazione dei dati, oppure di un sistema di comunicazione in modo tale che la grandezza di uscita sia espressa in forma numerica e non in forma analogica. Il termine è anche riferito alla grandezza fisica stessa.

### Livelli di analisi e pertinenza
È a questo proposito, dunque, che sarà opportuno scindere le coordinate di una riflessione sull'argomento in 3 livelli di analisi e pertinenza:
1) un primo livello attinente alle dinamiche del sistema produttivo più generale;
2) un secondo livello relativo ai percorsi di integrazione e differenziazione del sistema mediale;
3) infine, un'ultima dimensione, attenta alle ripercussioni verificatesi nel sistema sociale e culturale delle comunità investite dall'avvento delle ICT's.
Per quanto attiene alla sfera produttiva, va detto che la rivoluzione digitale parte da molto lontano, trovando prodromi in tempi insospettabili. Essa va letta come un processo che non ha trovato una sua realizzazione fulminea con l'avvento del bit, ma attraverso un decennale percorso, alimentato dalle necessità che il sistema produttivo via via esprimeva. Già il telegrafo e le prime macchine computistiche funzionavano secondo una logica digitale, pur non possedendo la tecnologia del bit. Esisteva, insomma, già una prima esigenza nella catena produttiva.

## Nel suono
Con l'avvento della digitalizzazione, le applicazioni multimediali si sono diffuse sempre più sino a diventare d'uso comune. Una delle caratteristiche della multimedialità è certamente l'utilizzo di audio digitale vocale e sonoro. Il più grande ostacolo legato alla digitalizzazione dell'audio è l'elevata dimensione dei file che si vengono a produrre, il che pone agli operatori del settore (in particolar modo quelli legati ad internet) il problema di ridurre lo spazio occupato dai dati per ottenere il duplice vantaggio di:
- risparmiare in termini di occupazione di memoria;
- risparmiare in termini di tempo di trasferimento sulla rete.

Per questa ragione, quando parliamo di digitalizzazione dell'audio, dobbiamo parlare anche di tecniche di compressione dei dati.
Le tecniche di compressione dei dati, di qualsiasi natura essi siano, si dividono in:
- lossy: comprimono i dati attraverso un processo con perdita d'informazione che sfrutta le ridondanze nell'utilizzo dei dati
- lossless: comprimono i dati attraverso un processo senza perdita d'informazione che sfrutta le ridondanze nella codifica del dato

A seconda della tecnica di compressione utilizzata sono stati creati vari formati. L'MPEG è uno standard comune per la codifica audio-video.

### Parametri fondamentali
Il suono è un segnale continuo, per essere memorizzato deve essere campionato ottenendo così un segnale digitale. Tre sono i parametri che caratterizzano il campionamento, tali parametri influenzano sia lo spazio occupato sia la qualità del suono:
- numero di canali
- risoluzione
- frequenza di campionamento

### Il numero di canali
Esistono due modi di ripartizione dei canali audio: Mono e Stereo. La modalità Mono ha un solo canale mentre quella Stereo ne ha due separati (sinistro e destro). Ovviamente un segnale Stereo occupa, in termini di spazio, il doppio di uno segnale Mono. Nelle applicazioni più recenti il numero di canali è notevolmente aumentato, si pensi al surround, ma come sempre nell'informatica il problema sorge nel passaggio da uno a molti, e non interessa se questi molti siano due, dieci o più.

### La risoluzione
Rappresenta il numero di bit utilizzati per rappresentare i campioni; solitamente si utilizzano 8 o 16 bit per campione: nel primo caso si hanno 256 valori possibili, relativamente pochi, infatti offrono una qualità del suono inferiore a quella di un nastro, nel secondo si hanno circa 65000 valori.

### La frequenza di campionamento
È il numero di campioni al secondo; può variare da 11 kHz adatta alla registrazione della voce, a 22 kHz adatta alla registrazione di un nastro fino a 44 kHz per una registrazione a qualità cd. Questo parametro merita una maggiore attenzione rispetto ai precedenti, infatti segnali analogici diversi possono dare luogo allo stesso segnale campionato.

Per questo motivo è possibile che segnali analogici diversi, se campionati con una frequenza troppo bassa, diano luogo alla stesso audio digitale.
La teoria del campionamento, in particolare il teorema del Campionamento di Nyquist-Shannon, ci fornisce la soluzione a tale problema, infatti per avere una relazione univoca fra il segnale originale e quello campionato è sufficiente che la frequenza di campionamento sia il doppio della massima frequenza del segnale originale. Sinteticamente può essere spiegato così:

"Se si prendono dei campioni molto stretti fra di loro (frequenza di campionamento alta), ed il segnale varia lentamente nel tempo (la banda del segnale è sufficientemente stretta) si possono ricongiungere i vari punti individuati dai campioni senza intaccare la qualità del suono originale."
Il famoso bitrate, non è altro che il prodotto dei tre fattori appena citati (numero di canali, frequenza e risoluzione), ovvero non è altro che il numero di bit necessari per riprodurre un secondo di suono e si misura in bit/s.
Esempio: Un minuto d'audio stereo con qualità CD occupa circa 10 MB (2 canali *2 byte per campione *44.1 kHz *60 s) mentre la riproduzione richiede una bitrate di 1,4 Mbit/s (2 canali *16 bit per campione *44.1 kHz).

### Le tecniche di rappresentazione
Attualmente esistono diversi metodi per rappresentare dati audio; di seguito sono descritti brevemente alcuni formati.
WAV, AIFF 

Sono i formati più semplici creati rispettivamente da Microsoft-IBM e Apple. Si basano sulla tecnica di modulazione a codifica numerica d'impulsi (Pulse-Code Modulation o PCM), sono cioè, una registrazione fedele dei suoni in formato digitale. Entrambi occupano una notevole quantità di memoria, circa 10 MB per minuto, e sono utilizzati a livello professionale.
Midi

Questo formato nasce come standard per strumenti musicali digitali. Un file .midi può essere visto come uno spartito interpretato da un sequencer, infatti al suo interno contiene una sequenza di comandi che indicano quale nota far suonare, da quale strumento, con quale intensità e per quanto tempo. Questo comporta un notevole risparmio di spazio: un intero brano musicale, della durata di svariati minuti, può occupare qualche decina di kbyte, infatti ogni singolo evento MIDI occupa soltanto 11 byte.
Streaming audio: RAM, RM, ASF, ASX 

Lo streaming è il trasferimento in rete dei dati audiovisivi in tempo reale; tutto questo senza tempi d'attesa derivanti dal download completo del file sull'disco rigido del computer. Con lo streaming, infatti, non viene scaricato l'intero file audio prima di consentirne l'ascolto, ma la riproduzione inizia per ogni blocco di due secondi d'ascolto; nel frattempo viene scaricato il successivo. Si possono verificare momentanee interruzioni nella riproduzione, nel caso in cui il traffico nella rete risulti congestionato. Le due principali tecnologie d'audio streaming utilizzate sono Real (attraverso Real Player), e Windows Media (attraverso Windows Media Player). La tecnologia dello streaming audio ha permesso, per esempio, alle principali emittenti radiofoniche di presentare sui propri siti web i loro programmi trasmessi via etere.
DAB: Digital Audio Broadcasting

È un sistema di trasmissione di segnali radio digitali via etere. Il DAB si basa su un algoritmo di compressione audio simile a MP3 ma evoluto per la trasmissione di bouquet di pacchetti che permettono all'emittente di presentare più di una versione dei suoi programmi. La qualità della trasmissione è variabile secondo la banda occupata. Durante la trasmissione sono usati i codici cyclic redundancy check (CRC) per correggere errori e mantenere la trasmissione ad un elevato livello qualitativo anche in condizione di ricezioni non ottimali.

## Nelle immagini fisse
Un'immagine digitale è un insieme ordinato di numeri interi, ottenuti dalla scansione di un'immagine analogica (sorgente), utilizzando un'apparecchiatura speciale detta scanner (digitalizzazione di un'immagine analogica) o tramite l'utilizzo di fotocamere digitali che producono direttamente l'immagine digitale dalla scena ripresa.
Ogni numero dell'insieme ordinato rappresenta l'intensità luminosa media (livelli di grigio) di un'areola corrispondente nell'immagine sorgente, detta pixel (PICture ELement). L'areola è rettangolare e caratterizzata da due dimensioni dX (orizzontale) e dY (verticale), dette passi di campionamento della digitalizzazione, mentre i reciproci (1/dX e 1/dY) vengono detti frequenze di campionamento.
L'insieme ordinato di campioni assume l'aspetto di una matrice o tabella numerica composta da un certo numero di righe (M) e di colonne (N). Ogni campione o elemento di tabella è localizzato tramite il suo numero di riga e di colonna, supponendo che il primo pixel in alto a sinistra costituisca l'origine.
La capacità di ogni sistema di digitalizzazione di eseguire misurazioni più o meno fini viene detta risoluzione. Questa si divide in radiometrica e geometrica: Risoluzione radiometrica: è la minima differenza di luminosità rilevabile e viene anche detta profondità del colore in bit (da 0 → nero, a L-1 → bianco) e ogni sistema d'acquisizione utilizza una diversa risoluzione tra:
1. in bianco e nero
  1. 1 bit: 2 valori possibili (0,1)
2. a livelli di grigio
  1. 8 bit: valore standard (256 livelli di grigio possibili)
  2. 10, 11, 12, 16... bit: per applicazioni sofisticate
3. a colori
  1. 24 bit
  2. 30 bit
  3. 36 bit
  4. 48 bit

Risoluzione geometrica: è legata all'ampiezza delle areole, minori sono i passi di campionamento (dX e dY), maggiore è la risoluzione geometrica del dispositivo.
La risoluzione geometrica viene misurata in punti per pollice o DPI (dots per inch).
Le immagini digitali possono essere:
1. Raster o bitmap (matrici di pixel)
  1. Immagini binarie
  2. Immagini a livelli di grigio
  3. Immagini a colori dotate di palette (o CLUT, color look-up table)
  4. Immagini RGB (True color, ogni matrice R, G o B è un'immagine a livelli di grigio)
2. Vettoriali
  1. Immagini definite da moduli grafici (punti, segmenti, poligoni, poliedri...)
3. Miste bitmap + vettoriale

Per ogni tipo di immagine occorre fare un discorso a parte sulla memorizzazione e sulla qualità/spazio occupato; per esempio in un file bitmap sono contenute informazioni quali: tipo di immagine, numero di righe e di colonne, profondità dei pixel (risoluzione radiometrica), palette del colore (se presente), valori dei pixel e informazioni aggiuntive come la data di creazione, le coordinate dell'origine, risoluzioni geometriche, etc.
Tecniche di memorizzazione dei valori dei pixel:
1. Senza compressione (il numero dei valori memorizzati è M x N e non c'è nessun risparmio di spazio)
2. Con compressione (il numero dei valori memorizzati è inferiore a M x N con un risparmio proporzionale al grado di compressione Y = byte originali / byte dopo la compressione)
  1. senza perdita di informazione (lossless)
  2. con perdita di informazione (lossy)

I principali metodi di compressione lossless sono:
- Run-length encoding (RLE): compressione delle sequenze di pixel consecutivi uguali
- Lempel-Ziv-Welch (LZW): ogni sequenza significativa di pixel viene isolata e immessa in un dizionario dei dati (inserito nel file) e sostituita dal suo numero nel dizionario

Il più usato e diffuso metodo di compressione a perdita di informazione, anche se non è il più efficiente è il JPEG (Joint Photographic Expert Group) che comprime separatamente i dati di luminanza e quelli di cromaticità con rapporto di compressione controllabile dall'utente tramite la percentuale di perdita di informazioni.
Ad ogni formato di file e a ogni metodo di compressione usato per le immagini, corrisponde un'estensione diversa del nome del file come: BMP (BitMaP), GIF (Graphics Interchange Format), JPEG, MAC (Mac Paint), PCD http://www.r4-dsi.it (KODAK Photo CD), PCX (PC Paintbrush File Format), PNG (Portable Network Graphic), PSD (Adobe Photoshop image format), TARGA (Targa Image File), TIFF (Tag Image File Format), RAW format (semplice memorizzazione della matrice dei pixel riga per riga).

## Nelle immagini in movimento
Un video o filmato è costituito da una serie di immagini, chiamate fotogrammi, che si susseguono in rapida sequenza.
- I-Frames (fotogrammi di tipo I, chiamati anche Intra-Frames o Key-Frames ): vengono codificati utilizzando le informazioni contenute nel fotogramma stesso, non contengono nessun riferimento o informazione sui fotogrammi adiacenti e sono compressi identicamente ad un'immagine singola (per es. JPEG); essi vengono inseriti in genere quando c'è un repentino cambiamento tra due immagini successive, ma sono comunque spesso vincolati da un intervallo massimo tra loro (Maximum I-Frame Interval) che corrisponde solitamente a 10/12 secondi (circa 250/300 fotogrammi), utili per le ricerche di una particolare scena.
- P-Frames (fotogrammi di tipo P, Predicted Frames, chiamati anche Delta-Frames o Inter-Frames): vengono codificati utilizzando informazioni acquisite in base al fotogramma precedente, sia questo di tipo I o P e, quindi, utilizzando le somiglianze tra fotogrammi successivi, risultano più piccoli degli I-Frames; partendo dalla considerazione che per ogni secondo di video si susseguono 25 fotogrammi, risulta molto più efficiente memorizzare non i singoli fotogrammi in modo indipendente, ma esclusivamente le minime differenze tra loro, operazione resa semplice utilizzando questo tipo di fotogrammi, con il risultato di memorizzare un numero significativamente più basso di bit. Tali fotogrammi quindi contengono le informazioni della posizione (X',Y') nel fotogramma corrente in cui si è spostato un blocco che aveva coordinate (X,Y) in quello precedente (Motion Estimation / Compensation).
- B-Frames (Bi-directional encoding): con questo tipo di fotogrammi la ricerca del moto (Motion Estimation / Compensation) è effettuata sia sul fotogramma precedente sia su quello successivo, alterando l'ordine con cui i fotogrammi vengono archiviati all'interno del file video compresso del fotogramma corrente con quello successivo (per es. I B B P → I P B B);

Un concetto importante è quello di bitrate. Il bit-rate (velocità dei bit) è la quantità di bit che vengono trasmessi in ogni secondo e viene misurata in bps (bit per secondo); più alto è il bitrate, più alta è la quantità di bit riservata ad ogni fotogramma e conseguentemente maggiore sarà il numero di informazioni che possono essere memorizzate, quindi la qualità del singolo fotogramma.
Per quanto riguarda la compressione video, ci si comporta analogamente alla compressione di una singola immagine, moltiplicata per il numero di fotogrammi che si susseguono, utilizzando propriamente i tre tipi di frames e le regole di encoding/decoding.
Per effettuare la compressione vengono utilizzati elementi detti Codec video (Coder/Decoder), programmi composti da un encoder, il cui scopo è comprimere una sequenza di immagini (video) per archiviarla in un file e un Decoder, necessario per decomprimere la sequenza e poterla nuovamente visualizzare.
Le tecniche di compressione video possono essere suddivise in due grandi categorie:
- Lossless: la compressione è un processo perfettamente reversibile che avviene senza perdita di informazione e dove video originale e video decompresso sono identici in tutti i dettagli
- Lossy: tecniche di compressione non reversibile, nelle quali video compresso e decompresso non sono più identici in quanto al momento della compressione sono state volutamente eliminate alcune informazioni con lo scopo di occupare spazi ridotti; tali tecniche sono le più diffuse e conosciute, come le codifiche MPEG (1, 2 e 4), DivX, Xvid, etc...

## Nell'olfatto
Gli studi nell'ambito della misurazione degli odori hanno portato alla digitalizzazione e alla creazione di un naso elettronico. Si parla di sistema olfattivo artificiale (SOA).